# Гойнинген-Гюне, Георгий Фёдорович
Барон Георгий Фёдорович Гойнинген-Гюне (англ. George Hoyningen-Huene, 4 сентября 1900, Санкт-Петербург — 12 сентября 1968, Лос-Анджелес) — фотограф, представитель баронского рода Гойнинген-Гюне, один из важнейших представителей модной фотографии.

## Биография

#### Детство
Сын офицера кавалергардского полка Фёдора Фёдоровича фон Гойнинген-Гюне (1859—1942) от брака с Эмилией Анной Лотроп (1860—1927), дочерью посла США в России. «Он был сыном Анны Лотроп, дочери посла США в России и Федора
Федоровича фон Гойнинген-Гюне — офицера кавалергардского полка, представителя древнего дворянского балтийского рода, история которого восходит к XV веку. Его родители поженились в 1888 году в Детройте. Помимо сына Георга в семье было две дочери — Елена и Елизавета (Бетти). Бетти была второй женой барона Николая Александровича Врангеля (они развелись в 1916 году) и в 1920-е годы возглавляла собственный модный дом в Париже».
Учился в Александровском лицее, а затем в гимназии в Ялте. Летом 1917 с матерью выехал в Англию. Во время гражданской войны служил переводчиком в британской миссии на Юге России, в Екатеринодаре и Таганроге.

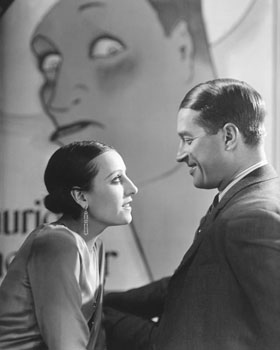
Ивонн Валли и Морис Шевалье. Фото Г. Гойнинген-Гюне (1928).

#### 1920-е — 1930-е годы
После окончания гражданской войны жил во Франции. «В 1920-е годы Гойнинген-Гюне жил в Париже, учился в студии художника и скульптора Андре Лота — в мастерской, которую также посещали Андре Картье-Брессон и Лизетт Модел. В 1920-е годы работал ассистентом в фотостудии журнала Vogue и одновременно выполнял множество ситуативных поручений —то, что сегодня можно было бы назвать „случайными заработками“: работал переводчиком(помогло свободное знание русского), был инспектором железнодорожных шпал в американской компании в Польше (видимо, помогли связи матери и деда), снимался в массовках в кино, иногда рисовал эскизы костюмов для модного дома своей сестры». В 1920-х годах работал фотографом во французском журнале Vogue. В 1935 году переехал в США, работал в журнале Harper's Bazaar.

#### 1940-е — 1960-е
В 1940-х годах выпустил несколько книг-альбомов, посвященных архитектуре и искусству Египта, Греции и Мексики в соавторстве с известными археологами (Гойнинген-Гюне готовил фотографии, а его соавторы — текст). После Второй мировой войны переехал в Лос-Анджелес. Занимался преподаванием. В 1950—1960-х годах работал в Голливуде консультантом по цвету. «Он долгое время был законодателем стиля… Стилистика Гойнинген-Гюне слегка отдавала французским символизмом, чуть наивным, но в то же время придававшим моделям аристократизм. … В результате встречи Гойнинген-Гюне, Хорста и Битона в Лондоне в 1931 году сформировался доминирующий изысканный аристократический стиль в модной фотографии, замешенный на классицизме и голливудском шике».

## Модная фотография и художественный принцип
Гойнинген-Гюне считается одним из создателей и центральных мастеров классической модной фотографии. В 1929 году его съёмка с использованием резкого фокуса изменила облик модных журналов и модной фотографии, сформировав новый изобразительный язык и новый вектор развития художественной системы.
Фотографии Гойнингена-Гюне нарушали принцип пикториализма, который до того момента оставался главной художественной формой модных изображений. «Гойнинген-Гюне сформировал стиль, который позволил отойти от живописного принципа и, тем самым, обозначил новую традицию в истории модной фотографии». В модной фотографии Гойнинген-Гюне обратился к методу съемки, который в 1920-е годы был связан с новейшими художественными течениями. Изобразительный метод Гойнингена-Гюне был ориентирован на фотографическую концепцию Нового ви́дения и художественный метод Группы F/64
«Контрастное фокусное изображение, его развитие и массовое распространение в 1920-е годы было связано не только с техническими новшествами, но и с появлением художественных объединений, которые последовательно поддерживали принципы реалистической и фокусной фотографии….Эти снимки ориентировались на принципы реалистической документальной фотографии и формировали их. Работая с модными снимками, Гойнинген-Гюне обратился не к буржуазной пикториальной традиции, а к феномену реалистической съемки, которая противостояла ей». Гойнинген-Гюне формировал фотографию как автономное мифологическое пространство смысл которого — в создании идеального мира роскоши и абсолютной рафинированной среды.
В 1930 году появилась одна из самых известных его работ — «Ныряльщики».

## Избранные альбомы
- Meisterbildnisse. Frauen. Mode. Sport. Künstler. Mit einer Einführung von H. K. Frenzel. Berlin 1932
- African Mirage. Charles Scribner’s Sons. New York. 1938.
- Egypt. By George Hoyningen-Huene, George Steindorff. J. J. Augustin, New York. 1945
- Hellas. By George Hoyningen-Huene, Hugh Chisholm, and George Davis. J. J. Augustin, New York. 1945
- Baalbek, Palmyra. George Hoyningen-Huene, David Moore Robinson. J. J. Augustin, New York. 1946
- Mexican heritage. By George Hoyningen-Huene, Alfonso Reyes. J.J. Augustin, New York. 1946.